# Giovanni Armenise
Giovanni Armenise, conte dell'Artemisio, (Bari, 24 maggio 1897 – Roma, 20 febbraio 1953), è stato un imprenditore, dirigente d'azienda e politico italiano.

## Biografia

### Dai primi anni al successo
Figlio di un facoltoso notaio si diploma in ragionieria e nello stesso periodo aderisce alla campagna interventista iscrivendosi all'Associazione Nazionalista Italiana.
Partito per il fronte è ufficiale dei Bersaglieri nel corso della prima guerra mondiale. Tornato alla vita civile si dedica all'attività di importatore dei prodotti farmaceutici della società tedesca Odol, in particolare il suo allora rinomato detergente per denti e bocca. Nel giro di poco accumula una prima e consistente fortuna che reinveste in 2.500 ettari di terreni nella zona dei Castelli Romani, una proprietà che ricade nei territori di Ariccia, Nemi, Rocca di Papa e Genzano, dove impianta una grande azienda per la produzione di bulbame da fiori e piante ornamentali. Lo sviluppo dell'impresa nel territorio favorisce la sua sistemazione idro-geologica e la costruzione di abitazioni, strade e acquedotti.
Amico personale di Mussolini da epoca non precisata per il suo impegno imprenditoriale e sociale nel 1936 viene nominato podestà di Genzano (carica che mantiene fino al 1942), due anni dopo riceve l'onorificenza di Cavaliere del lavoro.
Imprenditore particolarmente versato nella diversificazione, con una logica di tipo capitalistico, nel corso degli anni '30 reinveste gran parte dei suoi guadagni in grandi quantitativi di azioni di imprese manifatturiere (Società Anonima Italiana Vetri di Fiumicino, produttrice di bottiglie), e del settore agricolo-immobiliare (Società italiana anonima miglioramenti agrari, Immobiliare Roma-Trieste anonima, Società emiliana immobiliare, Società anonima immobiliare industriale agricola, Società Omnia immobiliare industriale agricola, Immobiliare agricola Sorano) partecipando direttamente all'amministrazione e alla gestione di un patrimonio azionario superiore ai 30 milioni di lire dell'epoca.
Ha inoltre presieduto il consiglio di amministrazione dello Stabilimento minerario del Siele per la produzione del mercurio dalla miniera Piancastagnaio sul Monte Amiata: la presidenza è conseguente al primo salvataggio aziendale operato dall'Armenise, che nel 1938 ricapitalizza l'azienda aumentando a proprie spese il capitale sociale da 25.344.000 a 32.947.200 lire.

### Il salvataggio della BNA
Man mano che procede lungo la sua strada l'Armenise vede aumentare la sua fama e la sua influenza negli ambienti del corporativismo fascista,  e una potenza economica che gli consente di accedere direttamente al potere politico. La fiducia personale di Mussolini nelle sue capacità gli vale, nel 1936, l'incarico di provvedere al salvataggio della Banca Nazionale dell'Agricoltura, una grandiosa operazione in cui le sue consistenti disponibilità economiche si rivelano fondamentali.
Fondata nel 1921 dalla Federconsorzi (tremila agricoltori e 95 banche popolari) per operare principalmente nel campo del credito agricolo la BNA si trova a metà degli anni '30 in una profonda crisi finanziaria, conseguenza della grande depressione economica mondiale originata dal crollo della borsa di New York del 1929. Ad affidare all'Armenise le sue sorti è la Confederazione fascista degli agricoltori, che a sua volta ne ha ricevuto la gestione da Mussolini in persona. Il 1936 è l'anno della legge bancaria che abroga la banca mista e sviluppa l'istituto di credito a medio e lungo termine e il nuovo presidente (che sottoscrive tramite la società del SIELE il 30% del capitale azionario dell'istituto, divenendone azionista di riferimento) si adegua promuovendo una decisa campagna di sostegno all'azione del governo; partecipa in particolare alla politica autarchica (attraverso il potenziamento degli ammassi di grano, canapa, riso, lana e granturco) e ne sostiene le necessità attraverso una forte emissione di obbligazioni sotto il diretto controllo dell'IRI.
Scoppiata la guerra la BNA partecipa al finanziamento bellico con un cospicuo assorbimento in proprio dei buoni del tesoro ed il rastrellamento di prestiti presso la clientela. Questa operazione consente una doppia ricapitalizzazione dell'istituto, la prima da 30 a 50 milioni e la seconda da 50 a 60, entrambe attraverso l'emissione di azioni privilegiate ai sottoscrittori. Il 4 dicembre 1940, dando conto di un incontro tra Armenise e Mussolini, il Messaggero scrive in proposito:
(Il Messaggero, 4 dicembre 1940)

### Il dopoguerra: la LEO e la prematura scomparsa
Contiguo al fascismo per i suoi interessi personali e imprenditoriali (prende la tessera del PNF solo nel 1939, e solo per poter accedere alla Camera dei fasci e delle corporazioni), alla caduta del regime viene assolto dalle accuse di aver favorito o sostenuto l'entrata in guerra dell'Italia e di aver approfittato del suo ruolo all'interno del regime per accumulare profitti. Nel corso di quest'ultimo procedimento, durante la latitanza per evitare l'arresto, le redini della banca sono state prese da Ezio Vanoni in qualità di commissario nominato dalla Banca d'Italia che nella sua relazione scrive:
(Banca nazionale dell'agricoltura, Relazioni e bilancio al 31 dic. 1944, p. 10)
Perfettamente riabilitato l'Armenise si presenta sulla scena economica del dopoguerra con la forza del 40% del capitale della BNA, la proprietà della SIELE, delle tenute di Genzano e del Vivaro e con la possibilità di sostenere i suoi interessi attraverso il controllo delle società editrici Il Giornale d'Italia (comprendente anche le testate Il Piccolo, La Voce d'Italia e Il Giornale d'Italia agricolo) e La Tribuna (comprendente anche le testate la Tribuna illustrata e Il Travaso delle idee), economicamente risanate nel 1938 attraverso la confederazione fascista degli agricoltori e passate sotto il diretto controllo della BNA. Col suo primo (e unico) progetto del dopoguerra torna ad occuparsi di medicinali, ed in particolare del fabbisogno italiano di penicillina.
Scoperta nel 1928 da Alexander Fleming ed utilizzata su larga scala nel corso della seconda guerra mondiale, viene compresa dagli americani nel piano di aiuti per la ricostruzione con un finanziamento che avrebbe consentito di avviarne la produzione da parte dell'Istituto superiore di sanità con la condizione di mantenerla entro la sfera pubblica e non prevederne l'esportazione. Il progetto e i macchinari predisposti dagli americani, tuttavia, sono giudicati obsoleti da Ernst Boris Chain, co-vincitore con Fleming del nobel per la scoperta, ciò che porta ad un rinvio al medio termine dell'operazione. Nel 1947, a operazione in sospeso, Armenise si rivolge al maggior produttore europeo di penicillina, la danese Løvens (che opera col marchio LEO) dalla quale acquista l'esclusiva per l'Italia del brevetto per il processo produttivo del farmaco, e più o meno contemporaneamente avvia la costruzione di uno stabilimento su un vasto appezzamento di terreno di sua proprietà al decimo chilometro della via Tiburtina. La produzione è avviata nel settembre del 1950. Ospite d'onore all'inaugurazione è Sir Alexander Fleming che giudica l'impianto il più grande e il più completo fino ad allora costruito. Nonostante una interrogazione parlamentare del 1952, secondo la quale "il medicamento di fabbricazione italiana si appaleserebbe sensibilmente meno efficace di quello estero" la qualità del prodotto si rivela addirittura migliore di quello americano, al punto da venire perfino importato oltreoceano.
La Leo farmaceutica, costituita con capitale di 1. 200.000 lire in azioni da 1.000 lire, viene ricapitalizzata il 23 sett. 1947 a 99.996.000, il 2 luglio 1949 a 350.000.000 e il 29 ott. 1949 a 500.000.000 e produce il 1.100% del fabbisogno italiano del farmaco diventando nel 1953 il più grande produttore europeo del settore. Armenise viene improvvisamente a mancare proprio in questo periodo di successo. Non avendo avuto figli le redini del suo impero passano a suo nipote Giovanni Auletta Armenise.